# Pelopidas
Pelopidas (altgriechisch Πελοπίδας Pelopídas; * um 410 v. Chr. im griechischen Theben; † 364 v. Chr. bei Kynoskephalai) war ein thebanischer Feldherr und Staatsmann. Der Sohn des Hippoklos legte zusammen mit Epameinondas den Grundstein für die Vormachtstellung Thebens in Griechenland.

## Leben und Wirken
382 v. Chr. wurde Pelopidas von den von Sparta unterstützten Oligarchen aus Theben vertrieben und musste nach Athen fliehen. Von dort konnte er jedoch 379 v. Chr. nach Theben zurückkehren und die Kadmeia von den Spartanern zurückerobern.
371 v. Chr. lehnte Sparta es ab, Frieden mit Theben zu schließen und entsandte ein Heer mit zirka 7000 Hopliten und 300 Berittenen nach Böotien. Das thebanische Heer verfügte über etwa 7000 bis 8000 Hopliten und 1000 Reiter. Durch die von dem thebanischen General Epameinondas entwickelte schiefe Schlachtordnung gelang es Theben, die Spartaner in der Schlacht bei Leuktra zu schlagen. Es war die erste Niederlage des spartanischen Heers in offener Feldschlacht. Die von Pelopidas angeführte Heilige Schar hatte großen Anteil an diesem Sieg.
Um 368 v. Chr. geriet Pelopidas jedoch bei einem Feldzug der Thebaner gegen den thessalischen Tyrannen Alexander von Pherai in Gefangenschaft. Er konnte von Epameinondas im Jahr darauf befreit werden. 367/366 v. Chr. ging er als Gesandter an den Hof des persischen Großkönigs, von dem er die Anerkennung Thebens als neuer Ordnungsmacht in Griechenland erreichte. Seine Versuche, ähnlich wie Sparta 20 Jahre zuvor im Königsfrieden, einen von Persien garantierten Allgemeinen Frieden aller Griechenstädte unter thebanischer Hegemonie durchzusetzen, scheiterten jedoch.
364 v. Chr. besiegte Pelopidas Alexander von Pherai in der Schlacht am Kynoskephalai in Thessalien. Pelopidas selbst fiel in dieser Schlacht.